# ロンドン条約 (1604年)
1604年のロンドン条約（ロンドンじょうやく、スペイン語: Tratado de Londres）は、同年8月18日に調印され、19年にわたり続いたイングランド王国とスペイン王国の間の戦争（英西戦争）を終結させた和平条約。戦争前の原状の回復を原則とした。条約に先立つ和平会議はウェストミンスターのサマセット・ハウスで行われたため、これをサマセット・ハウス会議とも呼ぶ。

## 背景
1585年に勃発した英西戦争は、同時期のネーデルラントの反乱（八十年戦争）、フランスのユグノー戦争、アイルランドの九年戦争とも絡み合う、複雑で流動的な戦争だった。序盤の1588年に起きたアルマダの海戦ではフランシス・ドレイク率いるイングランド・ネーデルラント艦隊がスペイン艦隊を撃破したが、1589年にドレイクらがイベリア沖へ侵攻したイングランド無敵艦隊の戦闘はスペインの圧勝に終わった。その後もスペインは複数回にわたりイギリス海峡方面やアイルランドへの侵攻を試みたが失敗に終わり、対するイングランドもアイルランド反乱鎮圧に追われ、フランス・ブルターニュ戦線での劣勢を巻き返せなかった。開戦から15年が過ぎた1600年頃になっても、いずれの陣営も際立った成果をあげたり決定的優位に立ったりすることができずにいた。当時、スペインは国内で政府の資金調達に対する反発が反乱間近にまで高まり、ネーデルラント戦線ではスペイン部隊が反抗事件を起こし、さらにはサルッツォ侯国をめぐってフランスと一触即発の状況に陥っており、この疲弊した状態からイングランドに決定的一撃を与えるのは極めて困難な状況にあった。

### 和平交渉
1600年4月、ネーデルラント総督のアルブレヒト大公が、マドリードのスペイン中央政府には無断かつ秘密裏に、イングランドとの交渉を開始した。翌月、ブローニュにスペイン、イングランド、ブルゴーニュの代表が集まり会議が開かれた。スペインは、イングランドがネーデルラントから管理を任されていた警告都市をスペインに返還するよう要求した。対するイングランドはスペイン帝国の領域における自由貿易、イングランド臣民を異端審問の対象としないこと、イギリス海峡における排他的な軍艦運用権を要求した。スペイン側は、世界に広がる（スペイン）帝国がわずかな島々の女王に道をあけるなど馬鹿げている、などとも発言した。両国の代表は相互不信に陥った末に交渉決裂し、ネーデルラントからの圧力もあって、いかなる合意に至ることも不可能になった。しかしこの状況下においても、イングランドとスペインの間には、アルブレヒト大公とその妻イサベル・クララ・エウヘニア（フェリペ3世の姉）を通じた外交ルートが保たれていた。アルブレヒト、イサベル、フェリペ3世の間で交わされている書簡から、彼らが異なる立場をとりつつも、いずれも和平の成立を気にかけていたことが分かる。フェリペ3世はスペイン帝国の優位を維持することを重視していたが、アルブレヒトとイサベルの夫婦は、もっぱら平和と友好関係の樹立を目指していた。
スペイン側のもう一つの関心事は、ネーデルラントでの反乱鎮圧にあたっているスペイン軍の危機的状況を、ネーデルラントに対するイングランドの支援を削減ないし停止させることによって、いくらか改善させられないかという事であった。1601年にスペインは第四次アルマダ艦隊を派遣し、チャールズ・ブラント率いるイングランド軍に包囲されていたアイルランド南部キンセールを救出しようとした。しかしこのキンセール包囲戦は1602年にキンセールがイングランド軍に降伏したことで幕を閉じ、スペインがイングランドに決定的勝利を収められる見通しはさらに薄くなっていた。

1603年、イングランドではエリザベス1世からジェームズ1世への代替わりが起きていた。ネーデルラント側の中心人物であるホラント州の政治家ヨハン・ヴァン・オルデンバルネフェルトは、フランドルのオーステンデ包囲戦で苦境にあるネーデルラントのために、なんとかこの新しいイングランド王も味方につけ続けようと苦心した。オーステンデ包囲戦はすでに開始から2年が経過し、スペイン軍に包囲されたネーデルラント守備隊は過酷な消耗戦を続けていた。
しかしジェームズ1世は、この長く消耗する戦争を早期に終結させる方向へ意識を向けていた。ジェームズ1世はキリスト教徒の間での平和と連帯を求める理想主義者であった。また英西戦争のそもそもの発端はエリザベス1世がスコットランド廃女王メアリー・ステュアートを処刑したことであったが、ジェームズ1世はそのメアリーの息子であった。スペイン側でも、戦争を始めたフェリペ2世から代替わりしていたフェリペ3世にとって、イングランドとの戦争による国庫の消耗は大きな負担となっていた。そのためフェリペ3世はジェームズ1世からの和平の申し入れを快く受け入れ、困難な条約締結に向けた交渉再開を指示した。
1603年6月、フアン・デ・タシス率いるスペイン・フランドル代表団が、和平と親善のためロンドンへ向かった。彼がフェリペ3世から与えられた任務は、エリザベス1世没後のイングランドとの間で戦争を収拾できる可能性を探ることであった。
1603年9月、フアン・デ・タシスらは、すでにアルブレヒト大公の命をうけてロンドンに派遣されていたシャルル・ダランベールらと合流した。フアン・デ・タシスは交渉の全権は与えられていなかったものの、和平の実現に向けて1か月の間活発な活動を展開した。

## 条約
1603年末、フェリペ3世の代理として、（軍総司令官）のフアン・フェルナンデス・デ・ベラスコ・イ・トバルがブリュッセルに到着した。彼は交渉可能なようなら条約締結まで行う権限を与えられていた。1604年5月19日、フアン・フェルナンデス・デ・ベラスコを除くスペイン代表団が先行してロンドンに到着し、対するイングランド側も代表団が任命された。和平会議はサマセット・ハウスの、おそらくエリザベス1世時代にイングランド王評議会が使っていたホールで実施された。

### イングランド側の代表
- ロバート・セシル： ソールズベリー伯。国王秘書長官（ジェームズ1世の政府における首席大臣）
- チャールズ・ブラント（英語版）： デヴォンシャー伯。軍人
- トマス・サックヴィル： ドーセット伯。大蔵卿（英語版）
- ヘンリー・ハワード： ノーサンプトン伯。五港長官（英語版）[15]
- チャールズ・ハワード： ノッティンガム伯。海軍卿（ロード・ハイ・アドミラル（英語版））

### スペイン側の代表
スペイン陣営からは、スペイン本国のスペイン王フェリペ3世代理としての代表団と、スペイン領ネーデルラントのアルブレヒト大公・イサベル夫妻が派遣してきた代表団の2つが参加した。
スペイン本国の代表団
- フアン・フェルナンデス・デ・ベラスコ・イ・トバル（英語版）： フリーアス公。コンスタブレ・デ・カスティーリャ（英語版）
- フアン・デ・タシス（英語版）： ビジャメディアナ伯
- アレッサンドロ・ロビーダ：ミラノ元老院議員。フアン・フェルナンデス・デ・ベラスコ不在の間、ロンドンでの交渉を主導した[17]。

スペイン領ネーデルラントの代表団
- シャルル・ダランベール： アーレンベルク侯
- ジャン・リシャルドー（英語版）： ブリュッセル枢密院議長
- Louis Verreyken（英語版）： ブリュッセルの執行官

### 主な内容
- スペインはイングランドにおける新教君主制を承認し、イングランド内におけるカトリック・ローマ教会の復興を断念する。
- スペインはアイルランドへの軍事介入を停止する[18][19]。
- イングランドはスペインによる大西洋間の航行および植民地拡大に対する妨害行為を停止する (第6条)[20][21]。
- イングランドはスペイン船がイギリス海峡を自由に航行することを認める。
- イングランドはネーデルラントの対スペイン反乱への介入を停止する (第4,5,7条)。イングランドがネーデルラント反乱軍に提供していた軍事的・経済的支援を引き上げる。
- 両国は、相手国の船が修理・退避・補給のため自国本土の港を利用することを認める (第10条)。船団が8隻未満であれば無許可での入港も認められる。イングランドが保持する海港ネットワークを、スペインがネーデルラントのプロテスタント反乱鎮圧のために利用することも可能となる。

条約調印は、8月28日（新暦）、ホワイトホール宮殿でフアン・フェルナンデス・デ・ベラスコの手で行われた。彼は途中から交渉に参加し、サマセット・ハウスに滞在していた。この条約は、総じて戦争前の原状を回復するものであった。

## その後
1606年、スペインはイングランドの支援を失ったネーデルラント反乱軍を一挙に打倒するべく、アンブロジオ・スピノラを司令官とした大攻勢に出た。ただジェームズ1世は、ネーデルラントがイングランド人義勇兵を雇い入れることは黙認し続けていた。条約締結後の1605年の時点でも、約8000人のイングランド人がネーデルラント側の軍に参加していた。さらに条約で行動を制限されたはずのイングランド海賊も、ネーデルラントに移籍してスペイン船襲撃を続けた。スペインとしては、ネーデルラント船を攻撃する基地として、またスペイン支配下のフランドルに援軍を送る中継点としてイングランドの港を使えるようになったのは大きな利点であった。しかしスペインはフランス、ネーデルラントのプロテスタント、イングランドとの長きにわたる戦争で莫大な軍事費を浪費した結果、1607年11月に破産した。1609年、スペインはネーデルラントと十二年休戦を結び、事実上その独立を認めざるを得なくなった。

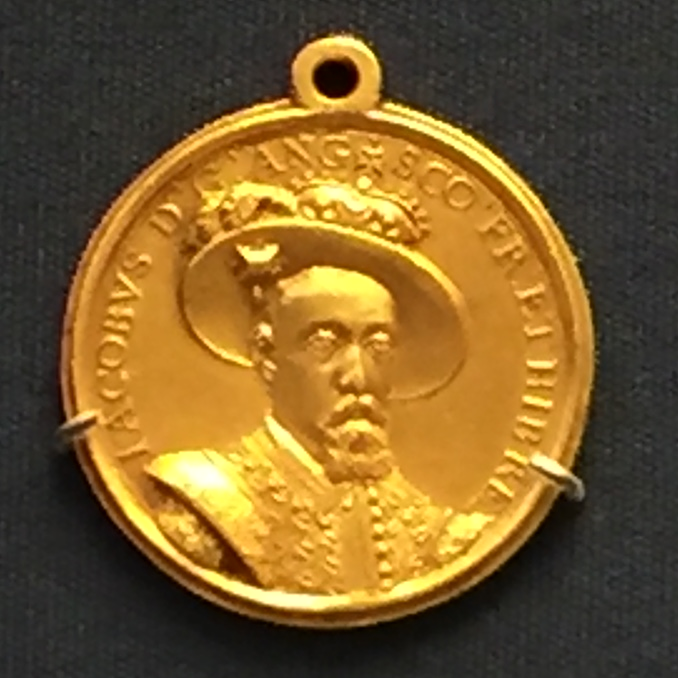
スペインとの和平を記念した金メダル（1604年）

イングランド国内では、この和平は「屈辱的和平」というほど不評だった。ジェームズ1世がスペインをなだめるために盟友ネーデルラントを見捨てたとみなされ、彼は「途方もなく不人気」な王となった。ネーデルラント駐ロンドン大使ノエル・ド・キャロンは「ロンドンでこれほどまで冷ややかに受け止められた布告も無い。そう、これほどまで悲しまれたものも。」と記している。合意に達した後も、イングランド市井では祝賀の類が一切行われなかった。こうしたジェームズ1世の対外政策と民心の乖離は、その後の「スパニッシュ・マッチ」問題でさらに深刻になっていった。これはジェームズ1世が 王太子チャールズ（後の1世）とフェリペ3世の娘マリア・アンナの縁組を持とうとして、庶民院の反発を受けた事件である。なおロンドン条約の交渉にあたったイングランド側代表たちは、この条約はイングランドの「名誉ある和平」であると肯定的に受け止めていた。ホワイトホール宮殿では、サウサンプトン伯ヘンリー・リズリー主宰の大祝宴が催された。 また和平を記念してニコラス・ヒリアードの手による記念金メダル・銀メダルが制作された。
スペイン側ではロンドン条約は歓迎された。1605年6月には、スペイン首都バリャドリッド市内で条約締結と王子フェリペ（後の4世）誕生を祝う大祝賀会が開かれた。ここには、海軍卿チャールズ・ハワードが率いてきたイングランド使節団500人も参加していた。この使節団は、前年の和平交渉の際にスペイン王国随一の高官であるフアン・フェルナンデス・デ・ベラスコが派遣されてきたことへの返礼として、イングランドから派遣されてきたものであった。5月26日に到来したハワードらはあたたかく出迎えられ、チャールズ・ハワードはバリャドリッドにあるイングランド方面イエズス会宣教師の神学校であるイングレセス神学校に滞在した。翌月、ハワード隣席のもとバリャドリッド宮殿でスペイン側の条約批准が行われた。ただ、バレンシア司教フアン・デ・リベラなどカトリック教会からは、フィリップ3世が「異端勢力」と和解したことに対する抗議の声が上がった。締結後、フェリペ3世はドン・ペドロ・デ・ズニガを初代イングランド駐在大使に任命した。
スペイン政府は、この条約をきっかけとしてイングランド国内でのカトリックに対する圧力が和らぎ寛容になることを期待していた。しかしその望みは、同1605年の火薬陰謀事件で水泡に帰した。イングランドのプロテスタントは、スペインとの和平によってイエズス会がイングランドに侵略してくるのではないかと恐れた。この不安は、議会がエリザベス1世期の国教忌避法を厳格に施行したことにより、現実にはならなかった。
ロンドン条約によって成立したイングランド・スペイン間の和平は、1625年に破られることになる（英西戦争 (1625年-1630年)）。